# تأثير عمري نسبي

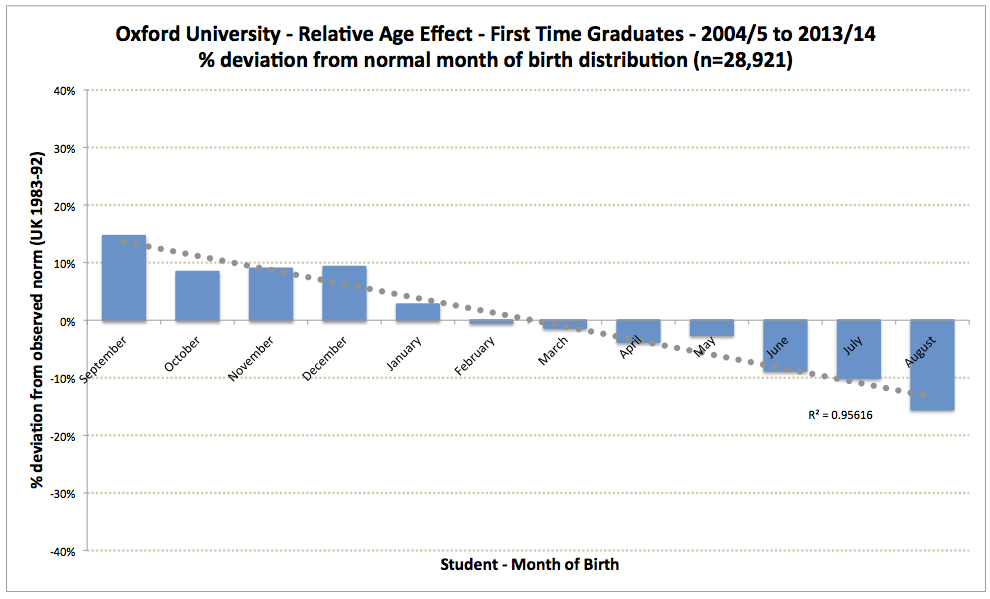
التأثير العمري النسبي

يستخدم مصطلح التأثير العمري النسبي (آر إيه إي)، والمعروف أيضًا باسم «تأثير تاريخ الميلاد» لوصف التحيز، الذي يتضح في المستويات العليا لرياضة الشباب والأوساط الأكاديمية، حيث تكون المشاركة أعلى لأولئك الذين يولدون في وقت مبكر من فترة الاختيار ذات الصلة مما كان متوقعًا من التوزيع الطبيعي للولادات الحية (وبالمقابل أقل من أولئك الذين يولدون في وقت متأخر من فترة الاختيار). تكون فترة الاختيار غالبًا في السنة التقويمية أو السنة الأكاديمية أو موسم الرياضة. يتسبب الاختلاف في النضج -والذي قد يكون شديدًا في سن مبكرة: فالمولود في يناير الذي يبلغ من العمر ست سنوات يكون أكبر بنحو 17% من المولود في ديسمبر في نفس العام- في فجوة في الأداء تستمر مع الوقت. ويستخدم مصطلح التحيز لشهر الميلاد وموسم التحيز للميلاد لوصف التأثيرات المماثلة والمدفوعة بآليات يُفترض أنها مختلفة. ينتج هذا التحيز عن الاستخدام الشائع للأنظمة المرتبطة بالعمر، لتنظيم المنافسة الرياضية للشباب والأكاديميين، استناداً إلى تواريخ محددة لتحديد مدى الأهلية للاندماج. وعادة ما يُدرج الطفل الذي يولد بعد تاريخ الانقطاع في مجموعة ما ويستبعد منها الطفل الذي يولد قبل الموعد المحدد.

## في الرياضة
الموعد النهائي الأكثر شيوعًا في المنافسة الرياضية الدولية للشباب هو الأول من يناير. إذ تستخدم اللجنة الأولمبية الدولية والفيفا والاتحادات الستة الدولية الأخرى (إي إف سي والكاف والكونكاف والكونمبيول وإو إف سي واليويفا) جميعها الأول من يناير كتاريخ توقف إداري عند تحديد أهلية الرياضيين للمنافسة في مسابقات الشباب، ويجري استبعاد الأطفال المولدين قبل التاريخ النهائي المحدد.
يتحدث كتاب مالكولم جلادويل بعنوان «الاستثنائيون»: قصة النجاح، وكتاب سوبرفاكونوميكس للكاتبين ستيفن ليفيت وستيفن دوبنر عن هذه القضية فيما يتعلق بلاعبين كنديين من هوكي الجليد ولاعبين أوروبيين من كرة القدم ولاعبي البيسبول الرئيسين في الدوري الأمريكي.
يرتبط التوزيع المتوقع للولادات في أي شهر ارتباطًا وثيقًا بعدد الأيام في الشهر، إذ إن شهر فبراير هو أقل الشهور عددًا من حيث المواليد. ويبين الرسم البياني الأول توزيع الولادات، شهرياً، على الاتحاد الأوروبي على مدى السنوات العشر من عام 2000 إلى عام 2009. هناك زيادة طفيفة ولكن ملحوظة بوضوح في معدل المواليد في أشهر الصيف.
يظهر تأثير السن النسبي في الرسم البياني الثاني في شهر توزيع المواليد لأكثر من 4000 لاعب شاب مشترك في الفرق المؤهلة لبطولات U17 وU19  وU21  التي نظمها الاتحاد الأوروبي لكرة القدم في 2010/11.
تشير البحوث إلى أن الافراد الذين ولدوا قريبًا من الموعد النهائي للعبة من المرجح أن يلعبوا بشكل أكثر احترافية.

## في المجال الأكاديمي
عادة ما تحدد سلطات التعليم الوطنية المواعيد النهائية لهيكلة الفئات الأكاديمية، بما في ذلك تحديد السنوات الأكاديمية، وتميل إلى أن تستند إلى تواريخ بدء الخريف، لذلك، تشيع المواعيد النهائية في أغسطس أو سبتمبر في نصف الكرة الشمالي وفي فبراير أو مارس في نصف الكرة الجنوبي. ويعكس هذا الميل الحاجة التاريخية لإشراك الأطفال في العمل الزراعي في الصيف مع بداية الدراسة بعد الحصاد.
يظهر تأثير السن النسبي في الأوساط الأكاديمية في الرسم البياني الثالث الذي يبين انحراف النسبة المئوية عن شهر الميلاد في المعايير التي تظهر في التدرج من جامعة أكسفورد على مدى 10 سنوات. ويبدو أن الثقافة هي التي تدير التأثيرات الأكاديمية النسبية على العمر.
توصلت دراسة أجريت في عام 2006 إلى أن العمر النسبي يؤثر على أداء الطلاب وله تأثيرات طويلة الأمد على الإيرادات. وجد المؤلفون أن «الأعضاء الأصغر سنًا في كل مجموعة يحصلون على درجات أقل بنسبة 4-12 بالمئة من الأعضاء الأكبر سنًا في الصف الرابع و2-9 بالمئة أقل في الصف الثامن... وتشير البيانات الواردة من كندا والولايات المتحدة إلى أن الأعضاء الأصغر سنًا في كل مجموعة يكونون أقل ميلاً إلى الالتحاق بالجامعة». وتشير دراسة أجريت في عام 2014 إلى أن الطلاب الإيطاليين المولودين في الأشهر الأولى من العام «من المرجح أن يلتحقوا بمدارس أكثر أكاديمية من كونها مهنية».

## في المناصب القيادية
لوحظ أيضًا تأثير العمر النسبي في سياق القيادة. وقد وجدت الدراسات أن هناك تمثيلًا أكثر من الواقع للأشخاص المولودين بعد الموعد النهائي لدخول المدرسة مباشرة في مجموعة من المناصب القيادية. يبدأ مثل هذا التمثيل المفرط في أنشطة القيادة في المدارس الثانوية مثل قائد الفريق الرياضي أو رئيس النادي. وفي حياة البالغين، لوحظ هذا التمثيل المفرط في المناصب الإدارية العليا (الرئيس التنفيذي على سبيل المثال)، وفي المناصب السياسية العليا، سواء في الولايات المتحدة (أعضاء مجلس الشيوخ أو الممثلين) أو في فنلندا (أعضاء البرلمان).

## في المجالات الأخرى
في حين يتضح الإفراط في المشاركة في مرحلة مبكرة من الولادة في المجالات الطموحة للرياضة والتعليم النخبة، هناك أيضًا أدلة على وجود تمثيل زائد غير متناسب بين الأطفال حديثي الولادة في مجموعات محددة علميًا تُظهر حالات مثل اضطراب نقص الانتباه مع النشاط المفرط والفصام والسمنة. وتجد إحدى الدراسات أن «سن بدء الدراسة في المدارس العليا يقلل من الميل إلى ارتكاب الجريمة في سن الشباب». ومع ذلك، فشلت دراسات أخرى في تطبيق التأثيرات العمرية النسبية على الفطرة أو المزاج أو التنمية البدنية.